# Nothippus affinis
Nothippus affinis is een hooiwagen uit de familie Assamiidae.